# Gaspar Willmann
Pour les articles homonymes, voir Wilmann.
 (avril 2025).
 (avril 2025).
La mise en forme du texte ne suit pas les recommandations de Wikipédia : il faut le « wikifier ».
Les points d'amélioration suivants sont les cas les plus fréquents :
- Les titres sont pré-formatés par le logiciel. Ils ne sont ni en capitales, ni en gras.
- Le texte ne doit pas être écrit en capitales (les noms de famille non plus), ni en gras, ni en italique, ni en « petit »…
- Le gras n'est utilisé que pour surligner le titre de l'article dans l'introduction, une seule fois.
- L'italique est rarement utilisé : mots en langue étrangère, titres d'œuvres, noms de bateaux, etc.
- Les citations ne sont pas en italique mais en corps de texte normal. Elles sont entourées par des guillemets français : « et ».
- Les listes à puces sont à éviter, des paragraphes rédigés étant largement préférés. Les tableaux sont à réserver à la présentation de données structurées (résultats, etc.).
- Les appels de note de bas de page (petits chiffres en exposant, introduits par l'outil «  Source ») sont à placer entre la fin de phrase et le point final[comme ça].
- Les liens internes (vers d'autres articles de Wikipédia) sont à choisir avec parcimonie. Créez des liens vers des articles approfondissant le sujet. Les termes génériques sans rapport avec le sujet sont à éviter, ainsi que les répétitions de liens vers un même terme.
- Les liens externes sont à placer uniquement dans une section « Liens externes », à la fin de l'article. Ces liens sont à choisir avec parcimonie suivant les règles définies. Si un lien sert de source à l'article, son insertion dans le texte est à faire par les notes de bas de page.
- La présentation des références doit suivre les conventions bibliographiques. Il est recommandé d'utiliser les modèles {{Ouvrage}}, {{Chapitre}}, {{Article}}, {{Lien web}} et/ou {{Bibliographie}}. Le mode d'édition visuel peut mettre en forme automatiquement les références.
- Insérer une infobox (cadre d'informations à droite) n'est pas obligatoire pour parachever la mise en page.

Pour une aide détaillée, merci de consulter Aide:Wikification.
Si vous pensez que ces points ont été résolus, vous pouvez retirer ce bandeau et améliorer la mise en forme d'un autre article.
Gaspar Willmann est un artiste plasticien français né en 1995 à Paris en France et ayant grandit à Royan, il est lauréat de la Maison des arts Yishu 8 à Pékin en 2023et de la Fondation Salomon en 2024.

## Biographie
Né en 1995 à Royan, Gaspar Willmann est diplômé de l’École Nationale Supérieure des Beaux-Arts de Lyon en 2019. Il remporte la même année le Prix de Paris et expose son travail à la Fondation d’Entreprise Ricard (Paris).
Il obtient en 2020 une résidence à la Cité Internationale des Arts, suivit d’une résidence à la Villa Belleville en 2021, année où il participe au 65e salon de Montrouge et remporte le prix Roger Pailhas pour sa présentation avec la galerie Exo Exo à Art-O-Rama (Marseille).
En 2022, Gaspar Willmann est finaliste du Prix des Amis du Palais de Tokyo.
En 2023, il présente son travail au FRAC Pays-de-la-Loire (Nantes) dans le cadre d’une exposition collective curatée par l’écrivain Théo Casciani. La même année, il est lauréat du Prix de la Cité Internationale de la Tapisserie (Aubusson) et participe à l’exposition Sedimentation of the mind à la galerie Meessen de Clercq (Bruxelles). Cette même année, il a été lauréat de la Maison des arts Yishu 8 à Beijing. En 2023, son oeuvre entre pour la première fois dans une collection publique française au FRAC Pays-de-la-Loire.
Une deuxième entrée dans une collection publique à lieu en 2024 au FRAC Bretagne.
En 2026, il réalisera une résidence à New York après avoir été lauréat de la Salomon Foundation residency en 2024.

## Œuvre
Peintre et vidéaste, il connecte ces deux pratiques par le flux des images générées, leur superposition et leur transformation. Grâce au photomontage, l’artiste combine la photographie, le « found footage », la retouche numérique ou encore la peinture à l’huile. Gaspar Willmann saisit les objets du quotidien, les formes et les images, il mobilise les représentations collectives et les comportements afin de questionner leur circulation et les problématiques qui y sont liées, dans un contexte de société technocratique qui agit sur l’affect,.
« Au-delà des histoires particulières que Gaspar Willmann fabrique en les recomposant, c’est une histoire de la circulation et de la transformation des images qu’il raconte dans son processus créatif. Dans son ordinateur tourne un fichier photoshop qui manipule une banque de données comme autant d’histoires virtuelles, non pas tant au sens aujourd’hui commun de leur existence numérique mais plutôt au sens de leur potentiel d’existence actuel ou réalisé. »
Un exemple parfait de cette transformation des images est sa série des JUMAP, présentée notamment lors de l'exposition personelle My ligature room in a glass house en 2024 à la galerie Exo Exo qui représente l'artiste.

## Expositions personnelles (sélection)
2020 
- La Petite Mort, Exo Exo, Paris

2021 
- Fresh Widower, Art-O-Rama, Friche La Belle de Mai, Marseille

2022
- Absolute bottomless baroque, Liste, Basel
- Dans des yeux clos, il n’entre pas de mouche, Exo Exo, Paris

2024 
- My ligature room in a glass house, Exo Exo, Paris

## Expositions collectives (sélection)
2018
- ICH, Intangible cultural heritage, HFBK gallery, Hamburg
- HFBK-Jahresausstellung, HFBK, Hamburg
- Contre temps, ENSBA, Lyon
- 777, Vitrine Mini Market, Lyon

2019
- Epicenter, Wrong biennale 2019, CCCC, Valencia
- Rhizome parking garage, Wrong biennale 2019, online
- L’almanach des aléas, Fondation d’Entreprise Ricard, Paris
- Gustave, Gaspar et Hugo vont à la Salle, La Salle, Lyon

2020
- Until a new one comes along, Cité Internationale des Arts, Paris
- BAITBALL (01) I’ll slip an extra shrimp on the barbie for you, Palazzo San Giuseppe, Polignano a Mare

2021
- Keep your face to the sun and you will never see the shadows, Les laboratoires de la création, Paris
- Sentimental Hackers, Confort Mental, Paris
- La vie normale, Exo Exo, Paris
- Maze, cur. Eladio Aguilera Hermoso, ChezKit, Pantin
- 65e Salon de Montrouge, Paris

2022
- 72e Festival Jeune Création, Fondation Fiminco, Romainville
- Des corps libres - Une jeune scène Française, Reiffers Art Initiatives, Paris
- Like Dracula dodging the Cross, Galerie Imane Farès, Paris

2023
- Kelley Walker, Gaspar Willmann, Tyler Wood Gallery, New York
- A Sedimentation of the Mind, Meessen de Clercq, Brussels
- Vous n’avez pas besoin d’y croire pour que ça existe (It doesn’t go away even if you stop believing in it), cur. Théo Casciani,

FRAC Pays de la Loire, Carquefou
- Rooms, cur. Rawad Baaklini, Huidenclub, Rotterdam
- 100%, La Villette, Paris
- Babele, Spazio Muza, Turin

2024
- Lossy Life, Exo Exo hosted by Wanda Gallery for Constellations 2024, Wanda Gallery, Warsaw
- Caroline’s home, Maison Populaire, Montreuil

## Prix et sélections

### Prix
2019
- Lauréat du Prix de Paris, ENSBA Lyon
- Lauréat du Prix Linossier ENSBA Lyon
- Lauréat du Prix du Jury, Festival de la Jeune Vidéo, ENSAD, Paris

2020
- Lauréat de l'aide à la production FRAC Nouvelle-Aquitaine MÉCA, Bordeaux

2021
- Lauréat du prix Roger Pailhas, Art-o-rama, Marseille

2023
- Lauréat, Prix Yishu 8 France, Beijing
- Lauréat du prix Cité internationale de la tapisserie, Aubusson

2024
- Lauréat, Salomon Foundation residency, NYC

### Sélections
2022
- Finalist, Prix des amis du Palais de Tokyo, Paris

## Résidences
2020
- Sigg Art Foundation residency, Le Beausset
- La Cité Internationale des Arts, Paris

2021
- Villa Belleville, Paris

2022
- Artagon Pantin, Pantin

## Collections Publiques
- 2023 : FRAC Pays-de-la-Loire

- 2024 : FRAC Bretagne

### Publications
- Gaspar Willmann, NEW AGE SAME SAME, Exo Exo, 2022
- Gaspar Willmann, Lento violento, 2022
- Gaspar Willmann, Jeudi matin et mon trisaïeul, Éditions Extensibles, 2019
- Gaspar Willmann, I,Mago, 2018
- Gaspar Willmann, Ifoop, 2018

### Presse
(avril 2025).
- Li Yingxue, New impressions of Beijing, China Daily, 2024
- Camille Velluet, Caroline’s Home à la Maison Pop, ZeroDeux #107, 2024
- Claire Moulène, Caroline’s Home, le réduit séduit, Libération, 28 janvier 2024
- Duncan Poulton, Interview by Duncan Poulton"", Young Artists in Conversation, Janvier 2023
- Ingrid Luquet-Gad, Gaspar Willmann, l’artiste qui digère les images du monde post-Internet, Numéro Art, Novembre 2021
- FreeTime, Issue n°3
- Portfolio, Mouvement Magazine n°110
- Portrait, Temple Magazine, Février 2021
- Painters for a new millenium, Numéro Art n°7, 2020
- Antoine Champenois, Gaspar Willmann : la petite mort, Artaïs Art Contemporain, 27 novembre 2020